# Celina Seghi
Celina Seghi (* 6. März 1920 in Abetone; † 27. Juli 2022 in Pistoia) war eine italienische Skirennläuferin. Seghi war in den 1940er und 1950er Jahren die dominierende Läuferin ihres Landes. Zwischen 1937 und 1954 gewann sie 25 italienische Meistertitel in allen Disziplinen. Sie galt zu Lebzeiten als Ikone des italienischen Skirennsports.

## Biografie
Seghi wurde in der Toskana geboren und erlernte das Skifahren in den Bergen von Abetone. Im Alter von 15 Jahren gewann sie in der Abfahrt den Titel der italienischen Juniorenmeisterin. Im Jahr darauf nahm sie an der Qualifikation für die Olympischen Winterspiele 1936 teil. Während sie in der Abfahrt weit hinter der Spitze blieb, fuhr sie im Slalom hinter Paula Wiesinger die zweitbeste Zeit. Dennoch durfte Seghi nicht mit nach Garmisch-Partenkirchen fahren. Als offizielle Begründung wurde ihr Alter angegeben.
Bei der italienischen Meisterschaft 1937 in Wolkenstein stellte Seghi dann erstmals ihr Ausnahmetalent unter Beweis. Alle drei Titel in Abfahrt, Slalom und Kombination gingen an sie. Ihren ersten internationalen Titel gewann sie 1941 bei den Skiweltmeisterschaften in Cortina d’Ampezzo. Im Slalom gelang es ihr, die deutsche Seriensiegerin Christl Cranz hinter sich zu lassen, und sie wurde Weltmeisterin. Zudem holte sie in der Abfahrt und in der Kombination jeweils die Silbermedaille. Nach Ende des Zweiten Weltkriegs verlor sie jedoch Titel und Medaillen, da der Internationale Skiverband (FIS) beschloss, die Ergebnisse der Weltmeisterschaften 1941 nicht zu werten, weil viele Nationen aufgrund der politischen Umstände nicht daran teilnehmen konnten.
Bei den ersten Skirennen, die nach Kriegsende wieder stattfanden, war Seghi wieder vorne. Bei den Arlberg-Kandahar-Rennen feierte sie 1947 und 1948 jeweils zwei Siege und bei den prestigeträchtigen SDS-Rennen im schweizerischen Grindelwald gelangen ihr von 1947 bis 1949 ebenfalls vier Siege. 1948 reiste sie als Favoritin zu den Olympischen Winterspielen 1948 nach St. Moritz. Dort wurde sie den Erwartungen aber nicht ganz gerecht. In der Abfahrt und in der Kombination verfehlte sie die Bronzemedaille jeweils knapp und wurde Vierte. In ihrer Paradedisziplin Slalom kam sie nur auf Rang 14.
Bei den Skiweltmeisterschaften 1950 in Aspen gab es dann doch noch die erste Medaille für Seghi. Im Slalom fuhr sie im ersten Durchgang die zweitbeste Zeit, wurde aber im zweiten Lauf noch von der Österreicherin Erika Mahringer überholt und musste sich mit Bronze begnügen. 1952 nahm sie in Oslo ein zweites Mal an Olympischen Winterspielen teil und wurde Vierte im Slalom, bei den Skiweltmeisterschaften 1954 im schwedischen Åre dann noch einmal Neunte im Slalom. Langsam musste sie sich allerdings der jüngeren Konkurrenz beugen. Im Vorfeld der Olympischen Winterspiele 1956 nahm sie noch einmal an der mannschaftsinternen Qualifikation teil und sicherte sich auch ein Olympiaticket. Dennoch verzichtete sie darauf und erklärte im Alter von 35 Jahren ihren Rücktritt aus der Nationalmannschaft.
Zeit ihres Lebens blieb Seghi in ihrer Heimat sehr populär. 2006 nahm sie in Pisa als Ehrengast am Fackellauf zu den Olympischen Winterspielen in Turin teil.

## Statistik

### Olympische Winterspiele
- St. Moritz 1948: 4. Abfahrt, 4. Kombination, 14. Slalom
- Oslo 1952: 4. Slalom, 7. Riesenslalom, 15. Abfahrt

### Weltmeisterschaften
- Aspen 1950: 3. Slalom, 12. Riesenslalom, 16. Abfahrt
- Åre 1954: 9. Slalom, 16. Kombination, 21. Riesenslalom, 23. Abfahrt

### Italienische Meisterschaften
Celina Seghi gewann insgesamt 25 italienische Meistertitel – so viel wie keine andere Skirennläuferin:
- Slalom (10): 1937, 1941, 1942, 1943, 1946, 1947, 1949, 1951, 1952, 1954
- Riesenslalom (1): 1952
- Abfahrt (7): 1937, 1939, 1941, 1943, 1946, 1948, 1949
- Kombination (7): 1937, 1939, 1941, 1942, 1943, 1946, 1948